# Greg Travis
Gregory Lloyd Travis (* 31. Juli 1958 in Dallas, Texas) ist ein US-amerikanischer Schauspieler, Drehbuchautor und Comedian. Schon im Alter von zwölf Jahren begann seine Schauspielerkarriere.

## Leben
Travis’ erste Schauspielerfahrungen begannen schon im jungen Alter auf der Bühne. In der Theaterproduktion America the Bizarre spielte er sieben verschiedene Figuren, darunter auch die Hauptrolle.
In seiner Karriere arbeitete Travis mit Filmregisseuren wie Zack Snyder, David Lynch und Bob Rafelson zusammen. Als Filmemacher war Travis Leiter von über 25 Kurzfilmproduktionen und drei abendfüllende Filmen. Der bekannteste Film, bei dem er das Drehbuch schrieb und die Regie übernahm, war Midlife.
Als Stand-up-Komiker erlangte Travis große Bekanntheit durch seine Rolle David Sleaze, the Punk Magician, die oft im Fernsehsender HBO erschien. Er trat schon in vielen berühmten Comedy-Clubs der USA auf. Die Los Angeles Times schrieb, dass seine komischen Auftritte als Comedian regelrecht begeisternd und magisch seien.
In Filmen, wie Showgirls und Starship Troopers spielte Travis die zweite Hauptrolle. Auch in vielen bekannten Fernsehserien war er in Einzelfolgen zu sehen. Dazu gehören CSI: Miami, Cold Case – Kein Opfer ist je vergessen, Strong Medicine: Zwei Ärztinnen wie Feuer und Eis und American Gothic – Prinz der Finsternis. Wichtigere Rollen übernahm er in Filmen wie in Jeff Broadstreets Night of the Living Dead 3D.
Seine jüngere Schwester Stacey Travis ist auch Schauspielerin.

## Filmografie (Auswahl)

### Als Schauspieler
- 1978: Audition
- 1980: Das Grauen aus der Tiefe (Humanoids from the Deep)
- 1987: Die 4-Millionen-Dollar-Jagd (Million Dollar Mystery)
- 1987: Sledge Hammer! (Fernsehserie)
- 1991: Der große Blonde mit dem schwarzen Fuß (True Identity)
- 1991: Clowns – Ihr Lachen bringt den Tod (Shakes the Clown)
- 1993: Der Prinz von Bel-Air (The Fresh Prince of Bel-Air, Fernsehserie)
- 1995: Showgirls
- 1996: Das Grauen aus der Tiefe (Humanoids from the Deep)
- 1997: Lost Highway
- 1997: Starship Troopers
- 1997, 2003: JAG – Im Auftrag der Ehre (JAG, Fernsehserie)
- 1999: Der Mondmann (Man on the Moon)
- 1999: Blood Type
- 2000: Walker, Texas Ranger (Fernsehserie)
- 2005: Mortuary – Wenn die Toten auferstehen… (Mortuary)
- 2005: Star Party
- 2006: Cold Case – Kein Opfer ist je vergessen (Cold Case, Fernsehserie)
- 2009: Watchmen – Die Wächter (Watchmen)
- 2009: Halloween II
- 2011: Satin
- 2011: Atlantis Down
- 2011: Showgirls 2: Penny’s from Heaven
- 2013: Dug Up
- 2013: Midlife
- 2014: Chicks Dig Gay Guys
- 2016: The Evil Ones – Die Verfluchten (Bornless Ones)

### Als Drehbuchautor
- 2003: Night Creep
- 2011: Nobody Loses All the Time
- 2013: Midlife